# Confrontation
Confrontation – album Boba Marleya & The Wailers. Płyta została wydana po śmierci Marleya, w 1983 roku, zawierała niepublikowane dotąd piosenki.  

## Lista utworów
1. Chant Down Babylon
2. Buffalo Soldier
3. Jump Nyabinghi
4. Mix Up, Mix Up
5. Give Thanks
6. Blackman Redemption
7. Trench Town
8. Stiff Necked Fools
9. I Know
10. Rastaman Live Up